# Ponte Nuovo (Raguse)
Pour les articles homonymes, voir Ponte Nuovo.
Le Ponte Nuovo, ou ponte F. Pennavaria (également appelé pont Littorio), est l'un des ponts de Raguse, en Sicile. Ce fut le deuxième à traverser la vallée de Santa Domenica devenant l'artère principale entre le centre historique et la partie sud de la ville en expansion.

## Histoire
En 1932, la municipalité de Raguse a lancé un concours pour la conception d'un deuxième pont sur la vallée de Santa Domenica car le Ponte Vecchio était insuffisant pour résister à la circulation de l'époque. Le concours a été remporté par le projet de l'ingénieur Aurelio Aureli de Rome et les fonds ont été obtenus par le sous-secrétaire du gouvernement Filippo Pennavaria.

## Articles associés
- Ponte Vecchio (Raguse)
- Pont du Pape Jean XXIII